# Toudon
Cet article possède un paronyme, voir Toulon.
Toudon est une commune française située dans le département des Alpes-Maritimes en région Provence-Alpes-Côte d'Azur. Ses habitants sont appelés les Toudonnais.

## Géographie

### Localisation
Toudon est une commune qui se situe dans le sud-est de la France, à une heure de route de Nice. Elle se situe plus précisément dans le canton de Roquesteron, dans le département des Alpes-Maritimes (06) en Provence-Alpes-Côte d'Azur (PACA).

### Géologie et relief

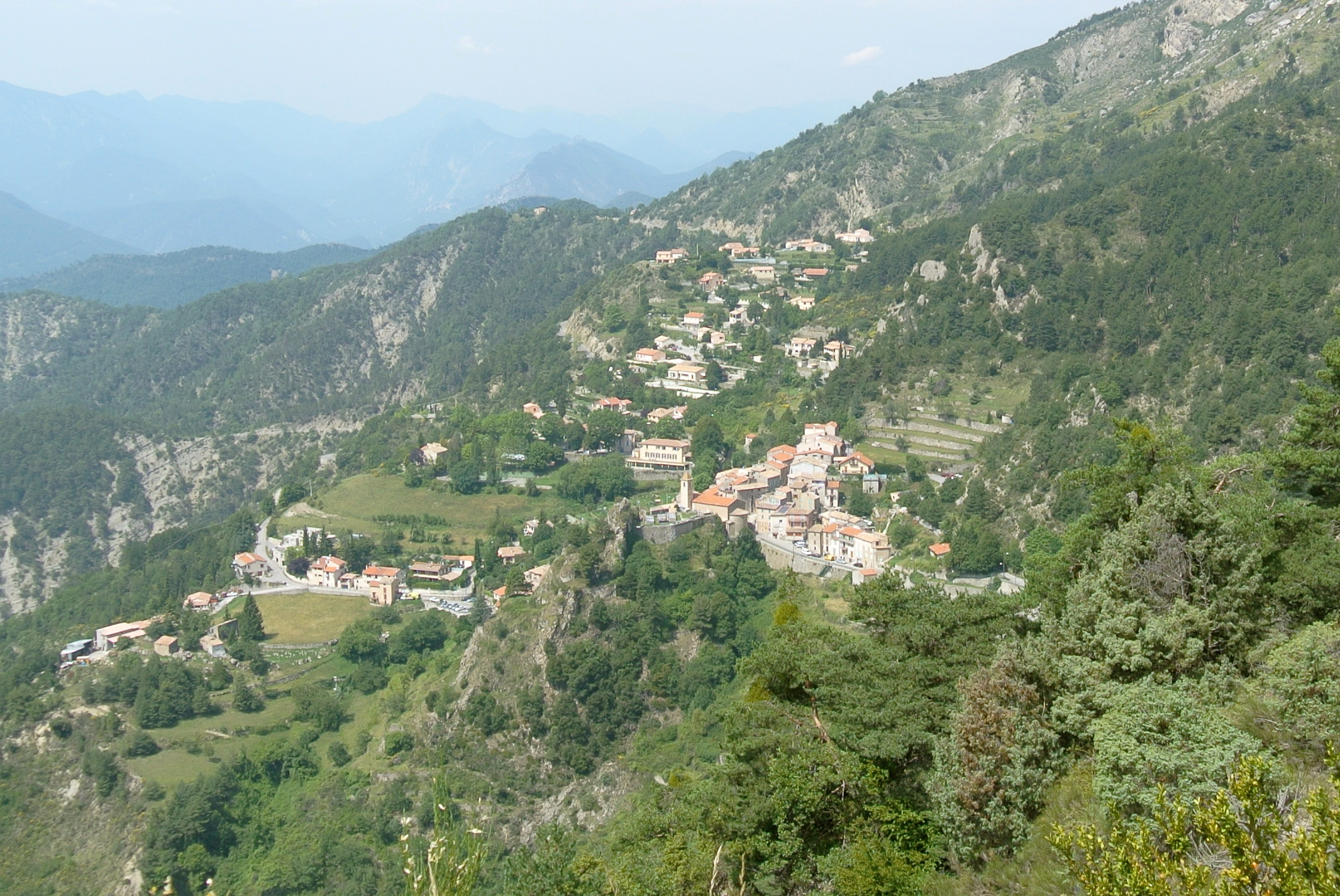
Toudon et son paysage, depuis l'est.

La commune se compose de 27,80 hectares de territoires agricoles (1,50 %) et 1 820,73 hectares de forêts et milieux semi-naturels (98,47 %).
Commune située dans la vallée de l'Estéron, membre du Parc naturel régional des Préalpes d'Azur.
Cime des Collettes, culminant à 1 513 m.

### Catastrophes naturelles - Sismicité
Le 2 octobre 2020, de nombreux villages des diverses vallées des Alpes-Maritimes (Breil-sur-Roya, Fontan, Roquebillière, St-Martin-Vésubie, Tende...) sont fortement impactés par un "épisode méditerranéen" de grande ampleur. Certains hameaux sont restés inaccessibles jusqu'à plus d'une semaine après la catastrophe et l'électricité n'a été rétablie que vers le 20 octobre. L'Arrêté du 7 octobre 2020 portant reconnaissance de l'état de catastrophe naturelle a identifié 55 communes, dont Toudon, au titre des "Inondations et coulées de boue du 2 au 3 octobre 2020".
Commune située dans une zone de sismicité moyenne.

### Hydrographie et les eaux souterraines
Cours d'eau traversant la commune :
- Rivière l'Estéron.
- 9 ruisseaux, dont le ruisseau de Paolo et le ruisseau de l'Adrécha.

### Climat
Pour des articles plus généraux, voir Climat de Provence-Alpes-Côte d'Azur et Climat des Alpes-Maritimes.
En 2010, le climat de la commune est de type climat méditerranéen altéré, selon une étude du Centre national de la recherche scientifique s'appuyant sur une série de données couvrant la période 1971-2000. En 2020, Météo-France publie une typologie des climats de la France métropolitaine dans laquelle la commune est dans une zone de transition entre le climat de montagne et le climat méditerranéen et est dans la région climatique  Var, Alpes-Maritimes, caractérisée par une pluviométrie abondante en automne et en hiver (250 à 300 mm en automne), un très bon ensoleillement en été (fraction d’insolation > 75 %), un hiver doux (8 °C) et peu de brouillards. 
Pour la période 1971-2000, la température annuelle moyenne est de 11 °C, avec une amplitude thermique annuelle de 15,5 °C. Le cumul annuel moyen de précipitations est de 976 mm, avec 6,1 jours de précipitations en janvier et 4,2 jours en juillet. Pour la période 1991-2020, la température moyenne annuelle observée sur la station météorologique de Météo-France la plus proche, « Ascros », sur la commune d'Ascros à 8 km à vol d'oiseau, est de 10,8 °C et le cumul annuel moyen de précipitations est de 930,1 mm. 
La température maximale relevée sur cette station est de 34,4 °C, atteinte le 18 juillet 2023 ; la température minimale est de −10,7 °C, atteinte le 28 février 2018,,. 
Les paramètres climatiques de la commune ont été estimés pour le milieu du siècle (2041-2070) selon différents scénarios d'émission de gaz à effet de serre à partir des nouvelles projections climatiques de référence DRIAS-2020. Ils sont consultables sur un site dédié publié par Météo-France en novembre 2022.

### Voies de communications et transports

#### Voies routières
La commune est située à douze kilomètres de Gilette, par la départementale 27.
La route permet d'accéder à Toudon en 1895 à partir du pont Charles-Albert sur le Var, inauguré en 1852.

#### Transports en commun
- Transport en Provence-Alpes-Côte d'Azur

Transport à la demande (TAD).

### Intercommunalité
Depuis le 1er janvier 2014, Toudon fait partie de la communauté de communes des Alpes d'Azur. Elle était auparavant membre de la communauté de communes de la vallée de l'Estéron, jusqu'à la disparition de celle-ci lors de la mise en place du nouveau schéma départemental de coopération intercommunale.

## Urbanisme

### Typologie
Au 1er janvier 2024, Toudon est catégorisée commune rurale à habitat dispersé, selon la nouvelle grille communale de densité à 7 niveaux définie par l'Insee en 2022.
Elle est située hors unité urbaine. Par ailleurs la commune fait partie de l'aire d'attraction de Nice, dont elle est une commune de la couronne,. Cette aire, qui regroupe 100 communes, est catégorisée dans les aires de 200 000 à moins de 700 000 habitants,.

### Occupation des sols
L'occupation des sols de la commune, telle qu'elle ressort de la base de données européenne d’occupation biophysique des sols Corine Land Cover (CLC), est marquée par l'importance des forêts et milieux semi-naturels (98,5 % en 2018), en diminution par rapport à 1990 (100 %). La répartition détaillée en 2018 est la suivante : 
forêts (83,2 %), milieux à végétation arbustive et/ou herbacée (13,5 %), espaces ouverts, sans ou avec peu de végétation (1,8 %), zones agricoles hétérogènes (1,5 %).
L'évolution de l’occupation des sols de la commune et de ses infrastructures peut être observée sur les différentes représentations cartographiques du territoire : la carte de Cassini (XVIIIe siècle), la carte d'état-major (1820-1866) et les cartes ou photos aériennes de l'IGN pour la période actuelle (1950 à aujourd'hui).

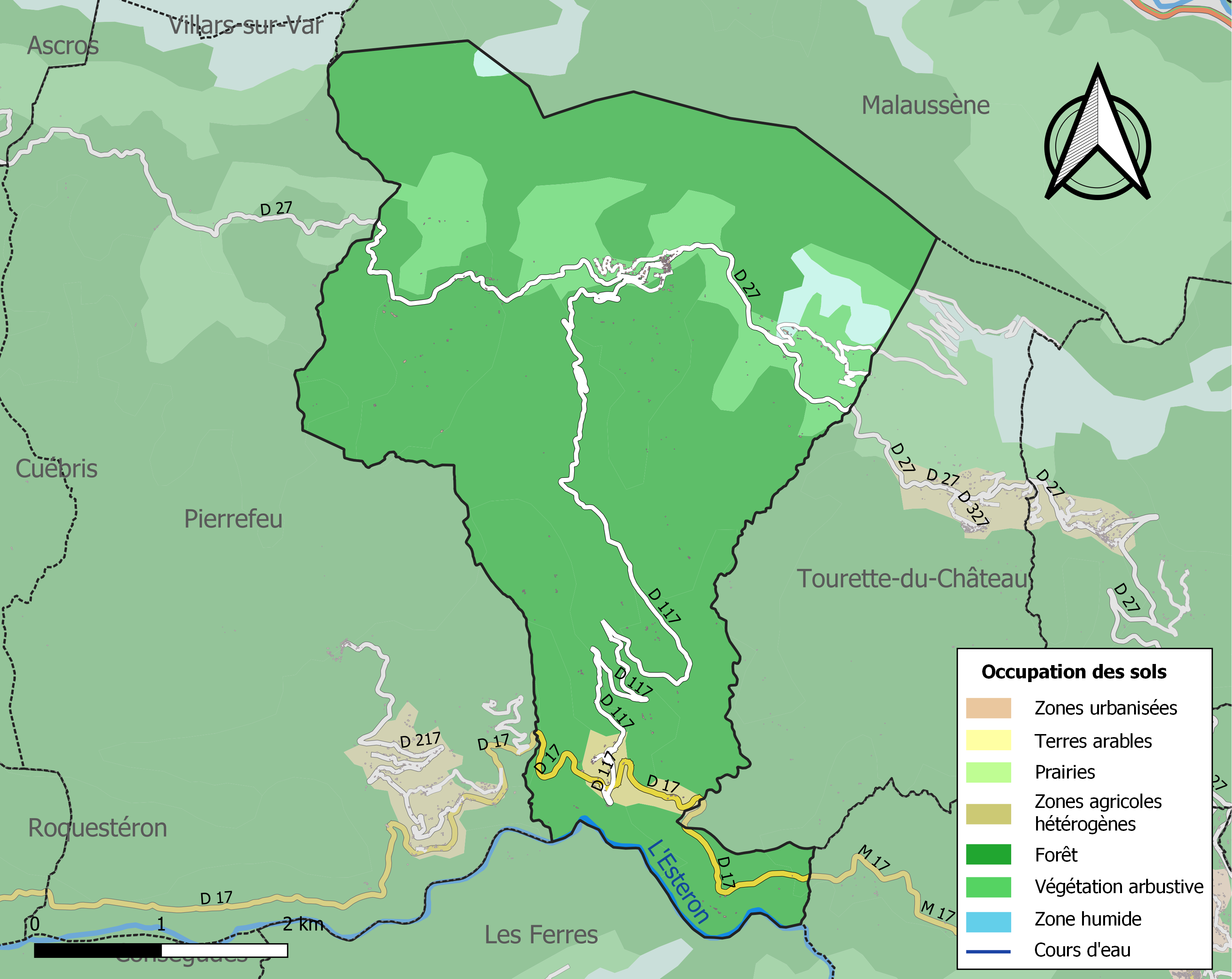
Carte de l'occupation des sols de la commune en 2018 (CLC).

## Économie

### Entreprises et commerces

#### Agriculture
- Agriculteurs[19] et éleveurs.

#### Tourisme
- Restaurant[20].
- Gîtes à Toudon et villages environnants[21].

#### Commerces et services
- La Pause Toudonnaise[22].
- Commerces et services de proximité dans les villages environnants[23].

## Histoire
Les plus anciens textes datent du XIe siècle, citant le village sous le nom de "castrum de Todon" et "villa Thodoni".
Guy et sa femme Bismoda donnent deux pièces de vigne situées à "Tudomno", dans le comté de Glandèves", au monastère de Saint-Véran (monastère fondé par saint Véran, un moine de l'abbaye de Lérins puis évêque de Vence, à Cagnes-sur-Mer, et abandonné au XIe siècle), le 20 novembre 1032. Toudon dépendait de l'évêché de Glandèves. Toudon appartient à Jean de Glandèves en 1232. En 1252, Raibaud d'Ascros s'empare du village. Il est repris par Rostaing de Toudon avec l'aide du seigneur de Gilette. Le village appartient aux Grasse du Mas avant de passer aux Grimaldi de Beuil en 1382, à l'occasion de la guerre entre les héritiers de la reine Jeanne, jusqu'à l'exécution d'Annibal Grimaldi en 1621. Dès janvier 1614 le duc de Savoie avait placé à Toudon et Ascros des garnisons. Le château est détruite entre le 14 et le 19 avril 1621. Ensuite le village est une possession des Galléan pendant un siècle, puis, à la mort de Jean Galléan sans enfant, il passe en 1752 aux seigneurs de Roubion jusqu'en 1794. Le dernier seigneur est Pierre Louis Stanislas de Roubion.
Le village a dû subir plusieurs tremblements de terre. Ceux du 20 juin 1564, de 1619, et surtout du 15 février 1644 qui a provoqué la mort de 36 personnes et la destruction de 32 maisons. Celui du 23 février 1887 détruit la chapelle Saint-Jean.
Pendant la bataille de Gilette, qui commence le 30 septembre 1793 et le 18-19 octobre, le général autrichien De Wins est présent avec le bataillon de Mondovi pour surveiller la vallée du Var. Le village redevient une possession sarde en 1814 avant d'être rattaché à la République française, en 1860 après le vote du 15 avril.

## Héraldique
| Blason de Toudon | Blason  | D’or au milan de sable becqué et armé de gueules, essorant d’un rocher du même mouvant de la pointe, surmonté d’une étoile de seize rais aussi de gueules. |
| Blason de Toudon | Détails | Le statut officiel du blason reste à déterminer. |

## Politique et administration
| Période   | Période   | Identité            | Étiquette | Qualité                  |
| --------- | --------- | ------------------- | --------- | ------------------------ |
| mars 2001 | mars 2008 | Jacques Castel      |           |                          |
| mars 2008 | mars 2014 | Alain Brun          |           |                          |
| mars 2014 | mars 2020 | Jean-Louis Puccetti | DVD       | Retraité                 |
| mars 2020 | En cours  | Pierre Corbin       |           | Ancien employé. Retraité |

### Budget et fiscalité 2023

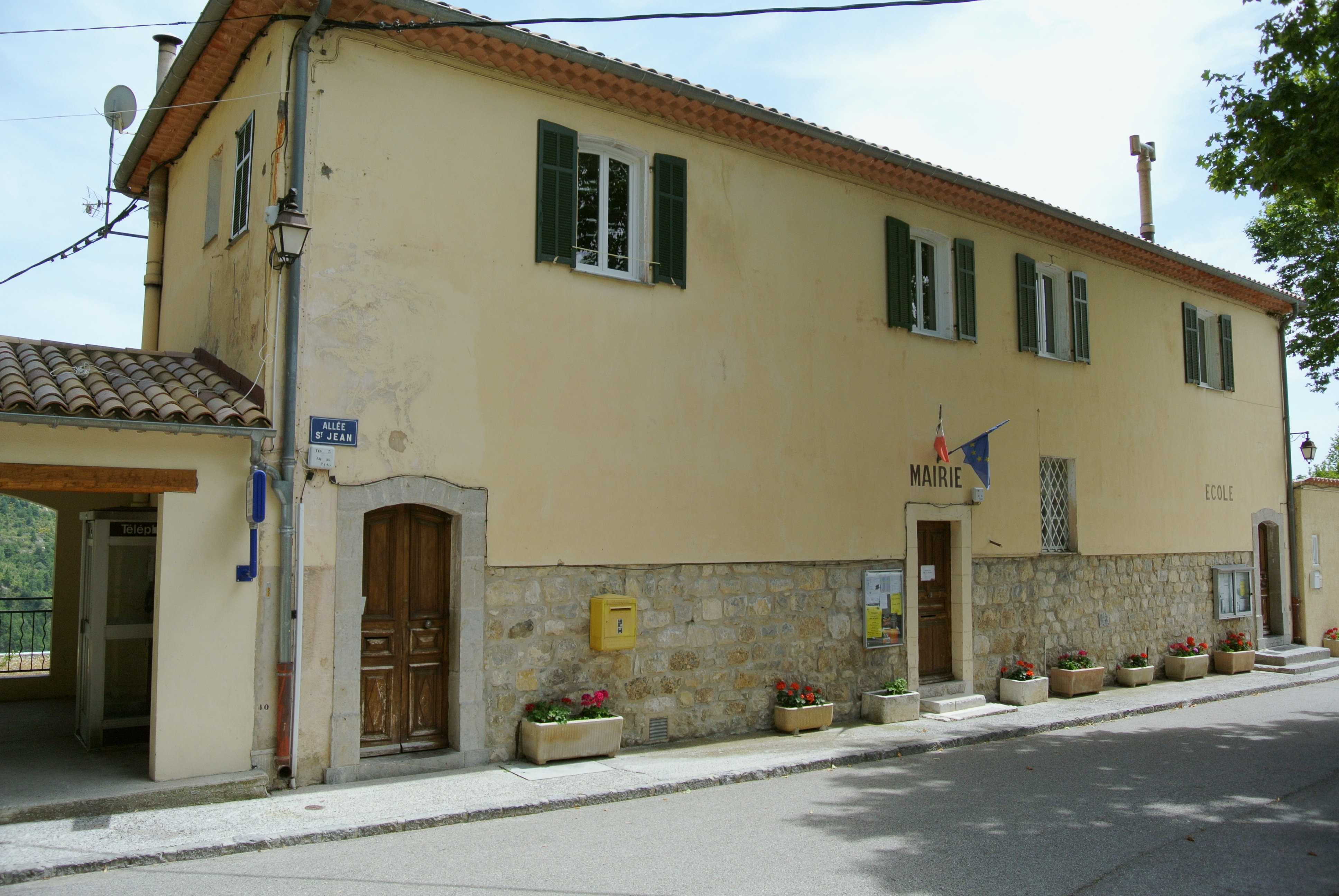
Mairie et école..

En 2023, le budget de la commune était constitué ainsi :
- total des produits de fonctionnement : 377 000 €, soit 1 080 € par habitant ;
- total des charges de fonctionnement : 335 000 €, soit 959 € par habitant ;
- total des ressources d'investissement : 204 000 €, soit 585 € par habitant ;
- total des emplois d'investissement : 151 000 €, soit 432 € par habitant ;
- endettement : 4 000 €, soit 11 € par habitant.

Avec les taux de fiscalité suivants :
- taxe d'habitation : 16,00 % ;
- taxe foncière sur les propriétés bâties : 17,32 % ;
- taxe foncière sur les propriétés non bâties : 40,00 % ;
- taxe additionnelle à la taxe foncière sur les propriétés non bâties : 0,00 % ;
- cotisation foncière des entreprises : 0,00 %.

Chiffres clés Revenus et pauvreté des ménages en 2021 : médiane en 2021 du revenu disponible, par unité de consommation : 22 040 €.

## Population et société

### Démographie

#### Évolution démographique
L'évolution du nombre d'habitants est connue à travers les recensements de la population effectués dans la commune depuis 1793. Pour les communes de moins de 10 000 habitants, une enquête de recensement portant sur toute la population est réalisée tous les cinq ans, les populations de référence des années intermédiaires étant quant à elles estimées par interpolation ou extrapolation. Pour la commune, le premier recensement exhaustif entrant dans le cadre du nouveau dispositif a été réalisé en 2007.

En 2022, la commune comptait 353 habitants, en évolution de +4,44 % par rapport à 2016 (Alpes-Maritimes : +2,85 %, France hors Mayotte : +2,11 %).
| 1793 | 1800 | 1806 | 1822 | 1838 | 1848 | 1858 | 1861 | 1866 |
| ---- | ---- | ---- | ---- | ---- | ---- | ---- | ---- | ---- |
| 400  | 413  | 443  | 502  | 600  | 602  | 524  | 480  | 512  |

| 1872 | 1876 | 1881 | 1886 | 1891 | 1896 | 1901 | 1906 | 1911 |
| ---- | ---- | ---- | ---- | ---- | ---- | ---- | ---- | ---- |
| 527  | 510  | 503  | 504  | 464  | 508  | 514  | 433  | 323  |

| 1921 | 1926 | 1931 | 1936 | 1946 | 1954 | 1962 | 1968 | 1975 |
| ---- | ---- | ---- | ---- | ---- | ---- | ---- | ---- | ---- |
| 315  | 334  | 349  | 266  | 261  | 184  | 174  | 170  | 117  |

| 1982 | 1990 | 1999 | 2006 | 2007 | 2012 | 2017 | 2022 | - |
| ---- | ---- | ---- | ---- | ---- | ---- | ---- | ---- | - |
| 117  | 148  | 227  | 262  | 267  | 317  | 344  | 353  | - |

Il existe des données sur la population dans le comté de Nice grâce à des relevés faits au cours d'enquêtes en 1701, 1754 et 1793 :
- 1701 : 90 feux,
- 1754 : 80 feux, avec 255 personnes,
- 1793 : 632 personnes

### Enseignement
Établissements d'enseignements :
- École maternelle,
- École primaire,
- Collèges à Saint-Martin-du-Var, Carros, Saint-Jeannet,
- Lycées à Vence, Valdeblore.

### Santé
Professionnels et établissements de santé :
- Médecins à Villars-sur-Var, Gilette, Bouyon,
- Pharmacies à Gilette, Plan-du-Var-Levens, Saint-Martin-du-Var,
- Hôpitaux à Villars-sur-Var, Saint-Jeannet, Puget-Théniers.

### Cultes
- Culte catholique, Paroisse Notre-Dame de Miséricorde[37], Diocèse de Nice.

## Lieux et monuments
- Habitat gallo-romain de Gandalé ou des Chabanes[38].
- Église Sainte-Élisabeth[39], dont le début de la construction date du XIe siècle[40]. L'église a été restaurée au XVIIe siècle avec les pierres du château dont les vestiges s'étaient effondrés au cours d'un séisme. Elle est à nef unique et abside en cul-de-four avec une galerie du chœur en bois peint. Un transept a été ajouté au XVIIe siècle[41].
Elle possède une porte en noyer cloutée, un lustre daté de 1543 et des tableaux du XVIIe siècle.
Elle a été restaurée en 1929.

Patrimoine mobilier :
* tableau : Saint Grégoire le Grand entre les saints Roch et Sébastien.
* tableau : saint Antoine entre saint Antoine de Padoue et saint Pancrace.
* paire de reliquaires : Vraie Croix ; Saint Antoine Abbé.
* reliquaire : Saint Joseph, Anne etc....
* paire de canons d'autel.
* claquoir ou tarabacoula ou tarabasc ou tenebras des offices de la Semaine Sainte.
* croix processionnelle.
* calice.
* lampes de sanctuaire, paire (choeur de l'église), de part et d'autre de l'autel majeur.
* élément de retable (fragment).
- Chapelles :
  - Chapelle Saint-Jean[52]. Saint Jean Baptiste est le saint protecteur du village. La chapelle était déjà citée en 1200. Le séisme du 23 février 1887 détruit la chapelle dont il ne restait qu'un mur. Elle a été reconstruite en 1892. Elle a été restaurée en 1960.
  - Chapelle Notre Dame des Grâces Vescous[53], hameau du Vescous, qui se trouve à 10 km de Toudon.
- Monument aux mort. Conflits commémorés : Guerres franco-allemande de 1914-1918-1939-1945[54],[55].

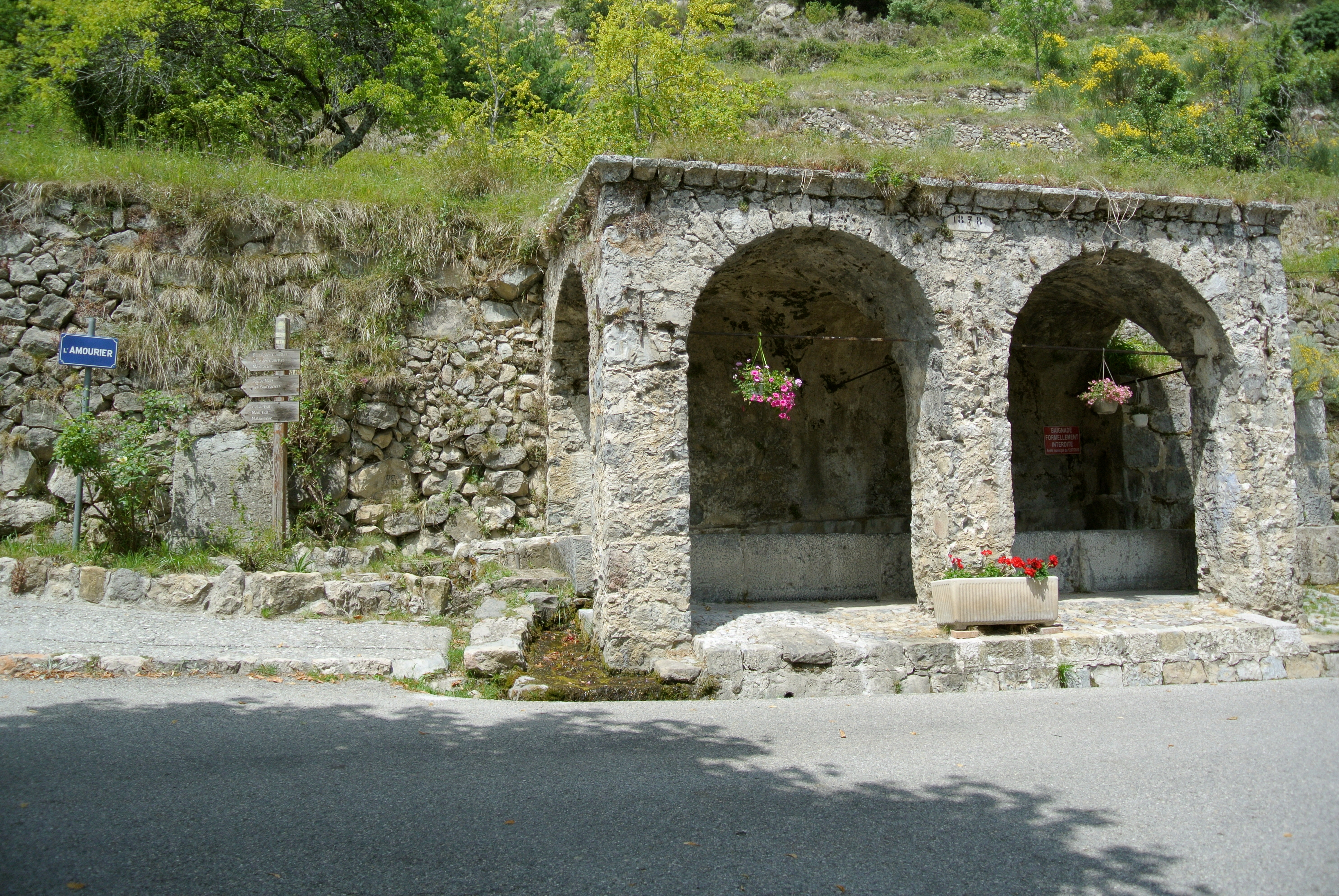
Lavoir et Amourier.

- Lavoir à arcades[56]. Sa construction a été décidée par un vote du conseil municipal le 15 mai 1810. Son utilité va diminuer après l'installation de l'eau courante en 1941.
- Fontaine[57].
- Musée, installé dans l'ancien moulin[58]. On y présente des fossiles du crétacé trouvés à Toudon. Le moulin à farine a été installé en 1908. Dans une pièce a été reconstitué un intérieur des années 1930.
- Ruines du château détruit en 1621[59], il ne reste plus que quelques pans de murs de l'ancien château des comtes de Beuil[60],[61],[62].

## Personnalités liées à la commune
- Ange-Marie Miniconi, résistant français, y fut instituteur au début de sa carrière. Il dirigea à Cannes, sous le nom de Commandant Jean-Marie, un important réseau de résistance durant la Seconde Guerre mondiale.